# Far de Cap de Palos
El Faro de Cap de Palos és al municipi de Cartagena (Regió de Múrcia), Espanya, sobre un promontori rocós, als últims contraforts de la serra litoral de Cartagena, que en aquest punt s'enfonsa sota el mar per tornar a sorgir en la Reserva Marina de Cap de Palos i illes Hormigas. Fou construït sobre el monticle més alt del cap de Palos, en la part més rocosa i sobresortint del poble pesquer homònim, que comença la gran urbanització turística de La Manga del Mar Menor.

## Història

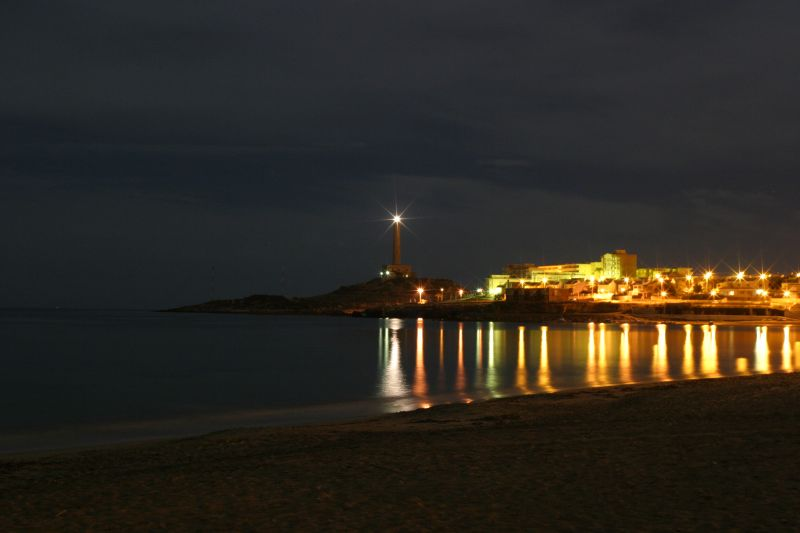
El far de Cap de Palos vist des de la platja

Segons Plini el Vell i Ruf Fest Aviè, sobre el promontori del cap va haver-hi en l'antiguitat un temple consagrat a Baal Hammon, identificat després pels romans com Saturn.
En 1554, a causa de la intensitat dels atacs dels pirates barbarescos sobre tota la costa mediterrània espanyola, el rei Carlos I ordena al concejo de Cartagena la construcció sobre el promontori d'una torre de guaita amb el nom de Torre de Sant Antonio.
És en l'època de Felipe II quan s'emprèn l'elaboració d'un sistema complet de defensa de les costes, els responsables de les quals més directes van ser Vespasiano I Gonzaga i el prestigiós enginyer italià Giovanni Battista Antonelli, els qui, durant l'estiu de 1570, van recórrer acuradament el litoral del regne de Múrcia i van planificar un complet sistema defensiu de la costa espanyola.
Com a conseqüència d'aquest pla de defensa, en 1578 es va acabar la torre, que tenia forma hexagonal, i es va ordenar apostar guardes la missió de la qual consistia a albirar al més aviat possible i donar avís de la presència de les fustes, galeres i saetes enemigues.

## Arquitectura
Malgrat estar en bon estat de conservació, en 1862 la torre renaixentista va ser demolida i els seus carreus es van utilitzar en la construcció de l'actual far.
Les obres del nou far van ser acabades en 1864. l'acta de recepció de l'obra, en 18 de desembre de 1864, que van signar l'enginyer cap Juan Moreno Rocafull, l'enginyer segon encarregat de les obres Evaristo de Churruca, els ajudants i el contractista ofereix una detallada i exacta descripció.
L'edifici afecta en la seva planta la forma d'un quadrat, tenint de costat 20 metres de longitud. Consta de dos pisos, i l'alçada de l'edifici fins al coronament de la muralleta és 11,60 metres. Els murs de façana són de carreus i tenen 65 centímetres de gruix en el sòcol, 60 cm en la resta del primer pis i 50 cm en el segon. La torre és al centre i consta primer d'un prismàtic de 12,50 metres d'altura. En la part superior i a l'alçada de 43 metres, el capitell de la torre i una gran motllura formada per una cornisa molt sortint sostinguda per 16 mènsules. Sobre la cornisa s'eleva una torrassa de 2,20 per 3,20 metres.
El pla focal del far té una alçada de 51 metres sobre el terreny i 81 metres sobre el nivell del mar. Emet llenternades de llum blanca en intervals de 2,2 i 7,2 seg alternativament, i té un abast nominal nocturn de 23 milles nàutiques.